# ژانگ نا (بازیکن والیبال)
ژانگ نا (انگلیسی: Zhang Na؛ زادهٔ ۱۹ آوریل ۱۹۸۰) بازیکن والیبال ساحلی اهل چین است.
وی در مسابقات کشوری و بین‌المللی در مجموع برندهٔ ۷ مدال طلا، ۳ مدال برنز شده‌است.